# Сейшаш Сантуш, Алберту
Алберту Сейшаш Сантуш (порт. Alberto Seixas Santos, 20 марта 1936, Лиссабон — 10 декабря 2016) — португальский кинорежиссёр, сценарист, продюсер, один из лидеров движения 1960-х годов Новое португальское кино.

## Биография
Учился на филологическом факультете Лиссабонского университета, с 1958 выступал как кинокритик. В 1962 учился в Институте высших кинематографических исследований в Париже, в 1963 — в Лондонской киношколе. Начинал как документалист. В 1970 выступил одним из основателей Португальского киноцентра, позже вместе с Жуаном Сезаром Монтейру, Маргаридой Жил, Сольвейг Нордлунд и др. создал продюсерскую и дистрибуторскую компанию Grupo Zero. В 1976 был избран президентом Португальского киноинститута. В 1980-е годы — программный директор общественного Португальского радио и телевидения.

## Фильмография
- A Arte e Ofício de Ourives (1968, короткометражный)
- Indústria Cervejeira em Portugal (1968)
- Brandos Costumes (1975, по сценарию Луисы Нету Жоржи, Нуну Жудисе и самого режиссёра)
- Оружие и народ/ As Armas e o Povo (1975, коллективный проект)
- Закон земли/ A Lei da Terra (1977, в соавторстве с Сольвейг Нордлунд, документальный)
- Gestos e Fragmentos (1982, документальный)
- Потерянный рай/ Paraíso Perdido (1992—1995)
- Mal (1999, премия за лучший фильм фестиваля Пути португальского кино в Коимбре, номинация на Золотого льва Венецианского МКФ)
- Девушка с мертвой рукой/ A Rapariga da Mão Morta (2005, короткометражный)
- А время идет/ E o Tempo Passa (2011, номинация на премию Авторского кино за лучший фильм и сценарий)

## Педагогическая деятельность
В 1980—2002 — профессор Высшей школы театра и кино в Лиссабоне.

## Признание
Медаль Лиссабонского политехнического института За познания и заслуги (2014). О режиссёре снят документальный фильм Луиша Алвеша де Матуша (2014, ).